# Oithona oswaldocruzi
Oithona oswaldocruzi is een eenoogkreeftjessoort uit de familie van de Oithonidae. De wetenschappelijke naam van de soort is voor het eerst geldig gepubliceerd in 1945 door Oliveira.